# Edward Radziewicz
Edward Radziewicz (ur. 22 stycznia 1948 w Ligocie Wielkiej) – polski związkowiec, działacz opozycji w okresie PRL.

## Życiorys
Ukończył w 1977 Technikum Samochodowe w Szczecinie. W latach 1972–2001 był pracownikiem portu morskiego Szczecin. Od 1994 kierował portowymi spółkami z o.o. W 2003 przeszedł na emeryturę.
Pod koniec lat 70. należał do PZPR. W 1980 wstąpił do „Solidarności”. Po wprowadzeniu stanu wojennego działał w podziemiu, w 1982 internowano go na okres miesiąca (od maja do czerwca). Współpracował później z lokalnym pismem drugiego obiegu „CDN”.
W 1987 został przewodniczącym Komitetu Założycielskiego NSZZ „S” w swoim zakładzie pracy, w 1988 stanął na czele Międzyzakładowego Komitetu Strajkowego. Organizował struktury związku na Pomorzu Zachodnim. W 1989 brał udział w obradach plenarnych Okrągłego Stołu. Do 1990 przewodniczył zarządowi regionu „Solidarności”.
W 2006 odznaczony Krzyżem Komandorskim Orderu Odrodzenia Polski. W 2016 otrzymał Krzyż Wolności i Solidarności.